# Areszt Centralny w Warszawie
Areszt Centralny, zwyczajowo Centralniak – areszt policyjny, który znajdował się przy ul. Daniłowiczowskiej 7 w Warszawie. Zniszczony podczas powstania warszawskiego, rozebrany po zakończeniu II wojny światowej.

## Historia
Pierwszy budynek aresztu powstał w 1823 na tyłach pałacu Jabłonowskich, będącego wtedy od kilku lat siedzibą warszawskiego ratusza. Architektem budynku był prawdopodobnie Józef Grzegorz Lessel.  Między 1899 a 1901 miasto nabyło od rodziny Schuchów przyległą do niego od zachodu posesję. Po 1909 wybudowano nowy gmach, który był jednostką pomocniczą dla X Pawilonu Cytadeli oraz Pawiaka. Budynek miał siedem kondygnacji i starannie wykończoną elewację.
Od 1915 do 1932 naczelnikiem więzienia był Tadeusz Ostrzeszewicz.
W okresie międzywojennym mieściło się tam jedno z czterech warszawskich więzień cywilnych. W latach 1936–1939 pod adresem ul. Daniłowiczowska 7 m. 4 mieściła się redakcja dwutygodnika „W Służbie Penitencjarnej”.
Podczas obrony Warszawy, w nocy z 6 na 7 września 1939, administracja więzienia opuściła miasto, pozostawiając zamkniętych w celach więźniów komunistycznych (później sami opuścili więzienie). Po kapitulacji miasta budynek został przejęty przez Niemców. Funkcjonowało tam więzienie sądowe. Przetrzymywano w nim osoby, które nie były podejrzewane o przestępstwa polityczne przeciwko okupantowi. Po aresztowaniu 27 października 1939 na krótko trafił tam Stefan Starzyński.
Budynek został zniszczony podczas powstania warszawskiego. Jego pozostałości rozebrano w pierwszych latach po zakończeniu wojny.